# Nikobarczyk plamisty
Nikobarczyk plamisty (Caloenas maculata) – prawdopodobnie wymarły gatunek ptaka z rodziny gołębiowatych (Columbidae), podrodziny treronów, opisany na podstawie okazu o niepewnym pochodzeniu. Znany jest obecnie tylko z jednego spreparowanego okazu, który przechowywany jest w World Museum of the National Museums Liverpool; prawdopodobnie został odłowiony na terenie Polinezji Francuskiej (możliwe, że na Tahiti), mniej więcej między 1783 a 1823.

## Taksonomia
Mimo że zagadkowy i znany z zaledwie jednego okazu, nikobarczyk plamisty może być uznany za osobny gatunek na podstawie wyników sekwencjonowania DNA i filogenetyki molekularnej. W badaniu z 2014 roku Heupink et al. wyizolowali DNA i porównali sekwencje nukleotydów z tymi należącymi do innych gołębi oraz madagaskarnika jednobarwnego (Mesitornis unicolor), dostępnymi w GenBank. Utworzyli dwa drzewa filogenetyczne przedstawiające pozycję wszystkich gołębi, od których pobrano próbki; przedstawiciele Caloenas, Didunculus (1 gatunek – zębacz), treronów (Raphinae) i Goura zostali zaprezentowani następująco:
|       | Didunculus strigirostris                                          |
|       |                                                                   |
| Goura | \| \| Goura victoria \| \| \| \| \| \| Goura cristata \| \| \| \| |
|       | \| \| Goura victoria \| \| \| \| \| \| Goura cristata \| \| \| \| |
|       | Goura victoria                                                    |
|       |                                                                   |
|       | Goura cristata                                                    |
|       |                                                                   |

|  | Goura victoria |
|  |                |
|  | Goura cristata |
|  |                |

|  | Raphus cucullatus    |
|  |                      |
|  | Pezophaps solitarius |
|  |                      |

|  | Caloenas maculata   |
|  |                     |
|  | Caloenas nicobarica |
|  |                     |

|  | Raphus cucullatus    |
|  |                      |
|  | Pezophaps solitarius |
|  |                      |

|  | Caloenas maculata   |
|  |                     |
|  | Caloenas nicobarica |
|  |                     |

|       | Didunculus strigirostris                                          |
|       |                                                                   |
| Goura | \| \| Goura victoria \| \| \| \| \| \| Goura cristata \| \| \| \| |
|       | \| \| Goura victoria \| \| \| \| \| \| Goura cristata \| \| \| \| |
|       | Goura victoria                                                    |
|       |                                                                   |
|       | Goura cristata                                                    |
|       |                                                                   |

|  | Goura victoria |
|  |                |
|  | Goura cristata |
|  |                |

|  | Raphus cucullatus    |
|  |                      |
|  | Pezophaps solitarius |
|  |                      |

|  | Caloenas maculata   |
|  |                     |
|  | Caloenas nicobarica |
|  |                     |

|  | Raphus cucullatus    |
|  |                      |
|  | Pezophaps solitarius |
|  |                      |

|  | Caloenas maculata   |
|  |                     |
|  | Caloenas nicobarica |
|  |                     |

## Charakterystyka

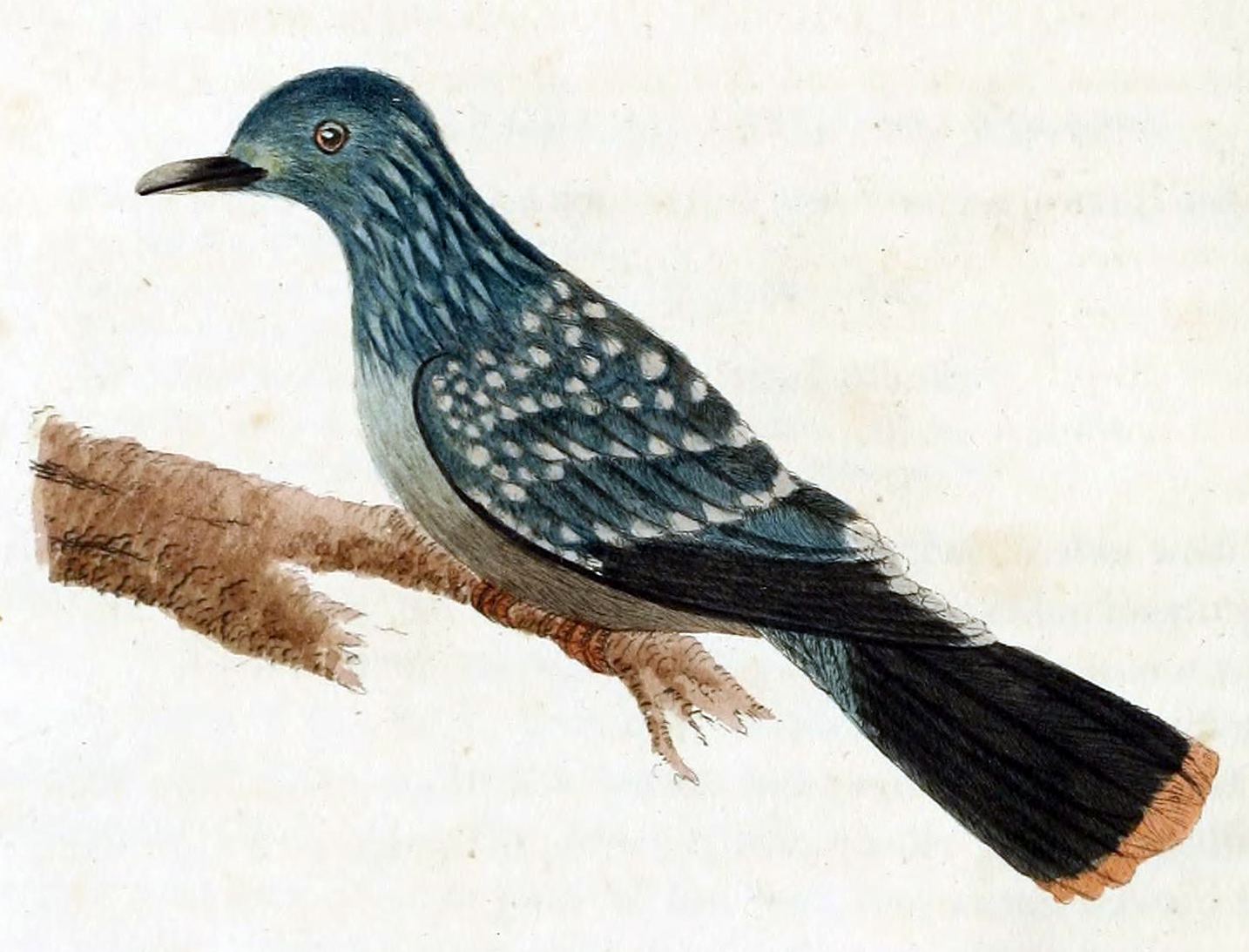
Ilustracja z 1823

Po raz pierwszy o nikobarczyku plamistym wspomniał w A General Synopsis of Birds (1783) John Latham, a nazwał go Johann Friedrich Gmelin w 1789. Gołąb osiągał długość ciała bliską 32 cm. Upierzenie przybierało barwę głębokiej, butelkowej zieleni, a szyję zdobiły wydłużone pióra. Pióra skrzydeł i grzbietu były upstrzone dużymi, białymi, trójkątnymi plamami, a na końcu sterówek znajdował się żółtawy pas. Nogi i stopy były czerwonawe. Wedle starszych opisów skrzydła miały długość 225 mm (przy okazie z Liverpoolu brak zewnętrznych lotek), a końcówka dzioba miała barwę żółtą. Ogon mierzył 126 mm długości, dziób wzdłuż górnej krawędzi 20 mm, a skok 33 mm. Bazując na rysunku Lathama i resztkach farby na spreparowanej skórce z Liverpoolu, można wywnioskować, że tęczówka była czerwona. Na podstawie obecności wydłużonych piór na szyi John Latham zasugerował pokrewieństwo z nikobarczykiem zwyczajnym (Caloenas nicobarica), a Rothschild uznał go po prostu za anormalny okaz tego gatunku. Najprawdopodobniej to, że gatunek często był pomijany przez późniejszych autorów, należy przypisywać wpływowi Rothschilda. Niemniej jednak nikobarczyk plamisty znacznie różnił się od nikobarczyka zwyczajnego.

## Ekologia
Ze względu na zagadkowość C. maculata niewiele wiadomo na temat jego ekologii. Zważywszy na kolorystykę upierzenia można wysnuć przypuszczenie, że gatunek zasiedlał subtropikalne, tropikalne lasy lub wilgotne niziny. W odróżnieniu od spokrewnionych gatunków nikobarczyk plamisty był raczej nadrzewny niż naziemny. Podobnie jak pokrewne gatunki, prawdopodobnie był osiadły.

## Status
Pochodzenie okazu i okoliczności wymarcia są niejasne. Jedna z hipotez naukowych, zwracając uwagę na niewielkie skrzydła tego ptaka, mówi, że gatunek musiał żyć na wyspie bez znaczących drapieżników. Ornitolog David Gibbs wysnuł przypuszczenie, według którego nikobarczyk plamisty został odłowiony na którejś z wysp Pacyfiku; z 1928 pochodzi opowieść mieszkańców Tahiti o tajemniczym zielono-białym, plamkowanym ptaku, nazwanym titi, który mógł być tym (lub podobnym) gatunkiem. Jednakże paleontolog David Steadman dodał, że nazwa titi jest używana dla kilku gatunków z Polinezji Francuskiej, w tym burzykowatych. W 1851 młodociany okaz znalazł się w posiadaniu Edwarda Smitha-Stanleya, 13. hrabiego Derby w Knowsley Hall, którego kolekcja obecnie stanowi część World Museum Liverpool. Drugi okaz, który należał do Josepha Banksa, zaginął, a trzeci być może znajdował się w kolekcji z dawnego Leverian Musem (zbiory Ashtona Levera). BirdLife International dodało nikobarczyka plamistego na listę wymarłych gatunków w 2008.